# María Emilia Undurraga
María Emilia Undurraga Marimón (Santiago del Cile, 29 agosto 1975) è una politica e agronoma cilena, dal 6 gennaio 2021 all'11 marzo 2022 ministra dell'agricoltura nel secondo governo di Sebastián Piñera.

## Biografia
È nata il 29 agosto del 1975 ed ha sei fratelli. È sposata ed è madre di quattro figli. Milita nel partito Evoluzione Politica.
Ha compiuto gli studi superiori nella carriera di ingegneria agronomica presso la Pontificia Università Cattolica del Cile, successivamente ha conseguito un master in sociologia nella stessa università e un master in politiche internazionali di sviluppo all'Università Duke.

## Percorso politico
Ha vissuto e lavorato nella Regione di Valparaíso per più di otto anni. Dopodiché, nel primo governo di Sebastián Piñera, tra il 2011 e il 2014, ha lavorato presso l'Istituto di Sviluppo Agricolo.
Ha rappresentato il Cile all'Organizzazione per la cooperazione e lo sviluppo economico per le politiche territoriali rurali.
Fino a marzo del 2018 è stata ricercatrice associata e docente della facoltà di agronomia e ingegneria forestale della Pontificia Università Cattolica.
Dall'agosto del 2018 al gennaio del 2021 è stata direttrice nazionale dell'ufficio per gli studi e le politiche agrarie.
Il 6 gennaio del 2021, il presidente Sebastián Piñera ha effettuato un cambio di gabinetto, rimuovendo il predecessore Antonio Walker e posizionando María Emilia Undurraga come ministra. È rimasta in carica fino alla fine del governo nel marzo del 2022. In seguito, è tornata a insegnare in diverse università.